# Ruget, Vrancea
Ruget este un sat în comuna Vidra din județul Vrancea, Moldova, România.

## Istoric
Conform lui Aurel Sava, localitatea datează din anul 1661.